# Elvira Barriga
Elvira Barriga (19 de julio de 1978) es una deportista austríaca que compitió en lucha libre. Ganó una medalla de plata en el Campeonato Europeo de Lucha de 1999, en la categoría de 75 kg.

## Palmarés internacional
| Campeonato Europeo | Campeonato Europeo | Campeonato Europeo | Campeonato Europeo |
| Año                | Lugar              | Medalla            | Categoría          |
| ------------------ | ------------------ | ------------------ | ------------------ |
| 1999               | Götzis (Austria)   | Medalla de plata   | 75 kg              |